# Chavaniac-Lafayette
Chavaniac-Lafayette è un comune francese di 311 abitanti situato nel dipartimento dell'Alta Loira della regione dell'Alvernia-Rodano-Alpi.
È patria del marchese Gilbert du Motier de La Fayette, protagonista delle rivoluzioni americana e francese.

## Società

### Evoluzione demografica
Abitanti censiti